# Ókubo Nagajaszu
Ókubo Nagajaszu (大久保長安) (1545 – 1613. június 13.) japán hadvezér, a Tokugava-bakufu befolyásos hivatalnoka.
1613-ban Ókubo Nagajaszu meghalt. Halálát követően Honda Maszadzumi támadást indított Nagajaszu örökösei és hírneve ellen, így kívánva visszavágni az Okamoto Daihacsi-incidens során elszenvedett vereségért.
Nagajaszu és a bakufu között az volt a megállapodás, hogy minden feltárt új bánya termelésének 40%-a a bakufut, a többi őt illeti, de neki kellett a saját részéből fedeznie az összes költséget is. Nagajaszu új módszereket honosított meg a bányaművelésben, amivel a költségeket jelentősen csökkenteni tudta, így saját bevételei nőttek – a Honda-párt (Honda Maszanobu és fia, Honda Maszadzumi) ezt úgy állította be, hogy Nagajaszu megkárosította a bakufut. Ráadásul Nagajaszu pompakedvelő ember volt, s úgy végrendelkezett, hogy halála után a testét színarany koporsóba kell helyezni. Amikor Tokugava Iejaszu erről tudomást szerzett, éktelen haragra gyulladt. A vádak között szerepelt az is, hogy Nagajaszu annak idején a Takeda vazallusa volt, s a ház bukása után pártfogásába vette Singen két unokáját is, a vád szerint azért, mert a Takeda-ház újjáélesztése volt a célja. Ezen túl fiait daimjók lányaival házasította össze, ami ellenfelei szerint szervezkedésnek minősült. A házából nagy mennyiségű pénz is előkerült, amit a Hondák szerint lopott, ami ugyan nem volt bizonyítható, de Iejaszu, aki tudott arról, hogy Nagajaszu Tojotomi-párti urakkal is kapcsolatban állt, nem akart kockáztatni s elfogadta a lopás tényét. Nagajaszu testét kiásták és keresztre feszítették, 7 fiát kivégezték. A vele kapcsolatban álló daimjók közül sokat áthelyeztek, a Takeda-unokát és fiát száműzték.